# 이현 (당)

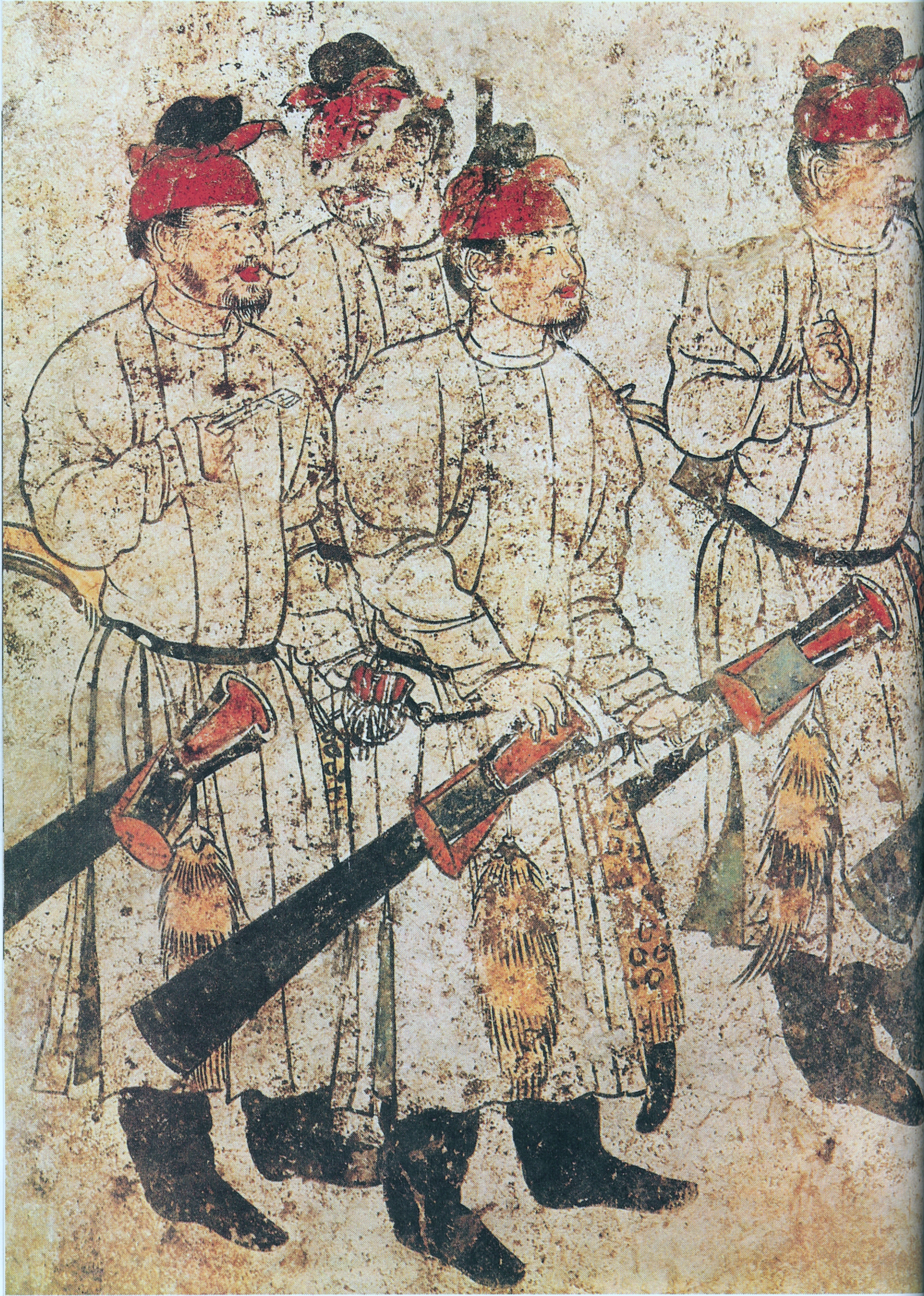
이현의 무덤 벽화

이현(李賢, 655년1월29일 - 684년 3월)은 당 고종의 여섯째 아들이며, 어머니는 측천무후이다. 측천무후에게는 둘째 아들이자 당 중종, 당 예종의 형이며, 당 현종의 큰아버지이다.
소년 시절에 노왕(潞王)에 봉해졌다가, 7세 때 패왕(沛王)으로 봉해졌다. 18세에는 이름을 이덕(李德)으로 바꾸었고, 그해 옹왕(雍王)에 봉해졌다. 668년 이름을 현(賢)으로 다시 바꿨다. 부황 고종의 총애를 받았다. 형 이홍이 죽자 675년 황태자가 되었으나 무고로 680년 폐위되었다.
일설에는 측천무후의 언니로 함께 입궐한 한국부인 무씨의 소생이라고도 한다.
684년 3월 아우인 당 중종이 황위에 오른 후 얼마 안되어 처소에서 사망했는데, 사인은 자살설과 구신적에게 암살되었다는 설이 있다. 당 예종이 복위된 후인 706년 장회태자(章懷太子)에 추존되었다. 장회태자묘 벽화의 사신도(使臣圖)는 고대 한국인의 복식과 국제 교류의 실상을 보여주는 귀중한 자료 중 하나이다. 한편 675년 장대안(張大安) 등의 학자를 초집(招集)하여, 범엽(范燁)의 후한서 본기와 열전을 함께 편찬하기도 했다.

## 가계
- 부 : 당 고종
- 모 : 측천무후
  - 형 : 당 의종(추존)
  - 동생 : 당 중종
  - 동생 : 당 예종

## 이현이 등장한 작품
- 《대조영》 (KBS, 2006년~2007년, 배우:안신우)